# ماركوس ر. كلارك
ماركوس ر. كلارك (بالإنجليزية: Marcus R. Clark)‏ هو محامي وقاضي أمريكي، ولد في 24 فبراير 1956 في سولفور في الولايات المتحدة.